# زمین‌لرزه ۱۹۹۸ چین
زمین‌لرزه چین  در تاریخ ۱۰ ژانویه ۱۹۹۸ میلادی، برابر با ‎۲۰ دی ۱۳۷۶، ساعت ۳:۵۰:۴۱ به زمان یوتی‌سی در چین رخ داد. ژرفای این زلزله ۵ کیلومتر بود، و بزرگی آن ۵٫۷ در مقیاس Mw اعلام شده‌است. زمین‌لرزه به وقت محلی در روز شنبه، ساعت ۱۱ روی داده و منطقه زمانی آن یوتی‌سی +۸ بوده‌است .
سازمان زمین‌شناسی آمریکا نیز رومرکز این زمین‌لرزه را در مختصات ۴۱°۰۴′۵۹″شمالی ۱۱۴°۳۰′۰۰″شرقی / ۴۱٫۰۸۳°شمالی ۱۱۴٫۵°شرقی و ژرفای آنرا در ۳۰ کیلومتر گزارش کرده‌است. بزرگی برگزیدهٔ این سازمان از میان بزرگیهای محاسبه‌شدهٔ مختلف ۵٫۷ در مقیاس Mw بوده و از دید اثر، در میان چهار دسته‌بندی «نامحسوس»، «محسوس»، «زیان‌آور» یا «با تلفات»، زلزله را «با تلفات» اعلام کرده‌است.بالای ۷۰۰۰۰ ساختمان در زمین‌لرزه خراب شده یا آسیب دیده‌است.
پروژهٔ «تنسور گشتاور مرکزوار» زاویه‌های (راستا، شیب، ریک) گسل سازندهٔ زمین‌لرزه و صفحه عمود بر آنرا (°۲۰۷، °۵۴، °۱۳۵) یا (°۳۲۷، °۵۵، °۴۶) و نوع گسل را «معکوس» فرارسانده‌است.
شمار کشتگان زلزله حدود ۴۹ نفر بوده‌است.تعداد زخمیان ۱۷۳۴ نفر برآورده شده‌است.بی‌خانمان شدگان نیز ۴۴۰۰۰ نفر اعلام شده‌است.